# Sentinelle (film, 2023, Toom)
Pour plus de détails, voir Fiche technique et Distribution.
Last Sentinel (également connu sous le nom de Last Contact dans certains pays), Sentinelle  en version française, est un thriller de science-fiction de 2023 avec Kate Bosworth et Lucien Laviscount. Il est réalisé par Tanel Toom et écrit par Malachi Smyth